# Httpd

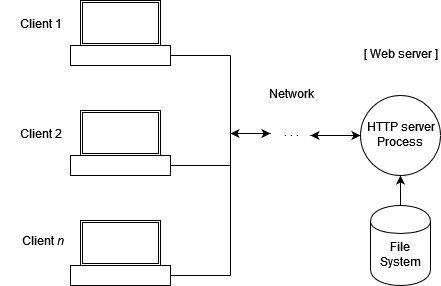
HTTPd 프로세스와 네트워크를 통해 통신하며 정적 콘텐츠만 제공하는 PC 클라이언트이다.

HTTP 데몬(Hypertext Transfer Protocol Daemon), 즉 httpd는 웹 서버의 백그라운드에서 실행되어, 들어오는 서버 요청을 대기하는 소프트웨어 프로그램이다. 이 데몬은 자동으로 요청에 응답하며 HTTP를 사용하여 인터넷을 경유, 하이퍼텍스트, 멀티미디어 문서들을 서비스한다.
흔히 쓰이는 일부 구현체는 다음과 같다:
- 아파치 HTTP 서버
- CERN HTTPd HTTP 서버
- Cherokee HTTP 서버
- Hiawatha HTTP 서버 (리버스 프록시 기능 포함)
- Lighttpd HTTP 서버
- NCSA HTTPd HTTP 서버
- Nginx HTTP 및 리버스 프록시 서버
- OpenBSD's httpd (OpenBSD 5.6 이후)
- 추상 웹 서버 개념
- Thttpd HTTP 서버
- TUX 웹 서버, 즉 kHTTPd

## 같이 보기
- 웹 서버 소프트웨어 비교
- HTTP 서버
- 웹 서버

| Disambiguation icon | 이 문서는 명칭이 같고 같은 종류에 속하는 여러 대상을 연결하는 색인 문서입니다. |